# Kōtarō Tanaka
Kōtarō Tanaka (田中幸太朗?, Tanaka Kōtarō; Tokyo, 13 dicembre 1982) è un attore giapponese.

## Filmografia

### Cinema
- God's Puzzle (2008)
- Densha Otoko (cameo) (2005)
- Nagori Yuki (2002)
- 害虫~gaichu (2002)
- Waterboys (film) (2001)

### Televisione
- Higashino Keigo Mysteries (Fuji TV, 2012, Storia 3)
- Meitantei Conan - Kudō Shin'ichi e no chōsenjō - Motoki Kensuke (YTV, 2011, epi4)
- Zettai Reido 2 (Fuji TV, 2011, epi1-2)
- Marumo no Okite (Fuji TV, 2011, epi9)
- GM Odore Doctor (TBS, 2010, epi2)
- Meitantei: Asami Mitsuhiko (TBS, 2009)
- Kansahojin (NHK, 2008)
- Daisuki!! (TBS, 2008, ep2-6)
- Koi no Kara Sawagi Drama Special Love Stories IV (NTV, 2007)
- Fuurin Kazan (NHK, 2007)
- Sailor Fuku to Kikanju (TBS, 2006, epi3)
- Byakuyakō  (TBS, 2006)
- Aikurushii (TBS, 2005)
- H2 (manga) (TBS, 2005)
- Sekai no chūshin de, ai o sakebu (TBS, 2004)
- Bakuryu Sentai Abaranger - Nakadai Mikoto (2003)
- Gokusen (NTV, 2002, ep2)
- Hito ni Yasashiku (Fuji TV, 2002)
- Manatsu no Merry Christmas (TBS, 2000)
- Rokubanme no Sayoko (NHK, 2000)
- Yonimo Kimyona Monogatari (Fuji TV, 2000)